# Sant Pere Cercada

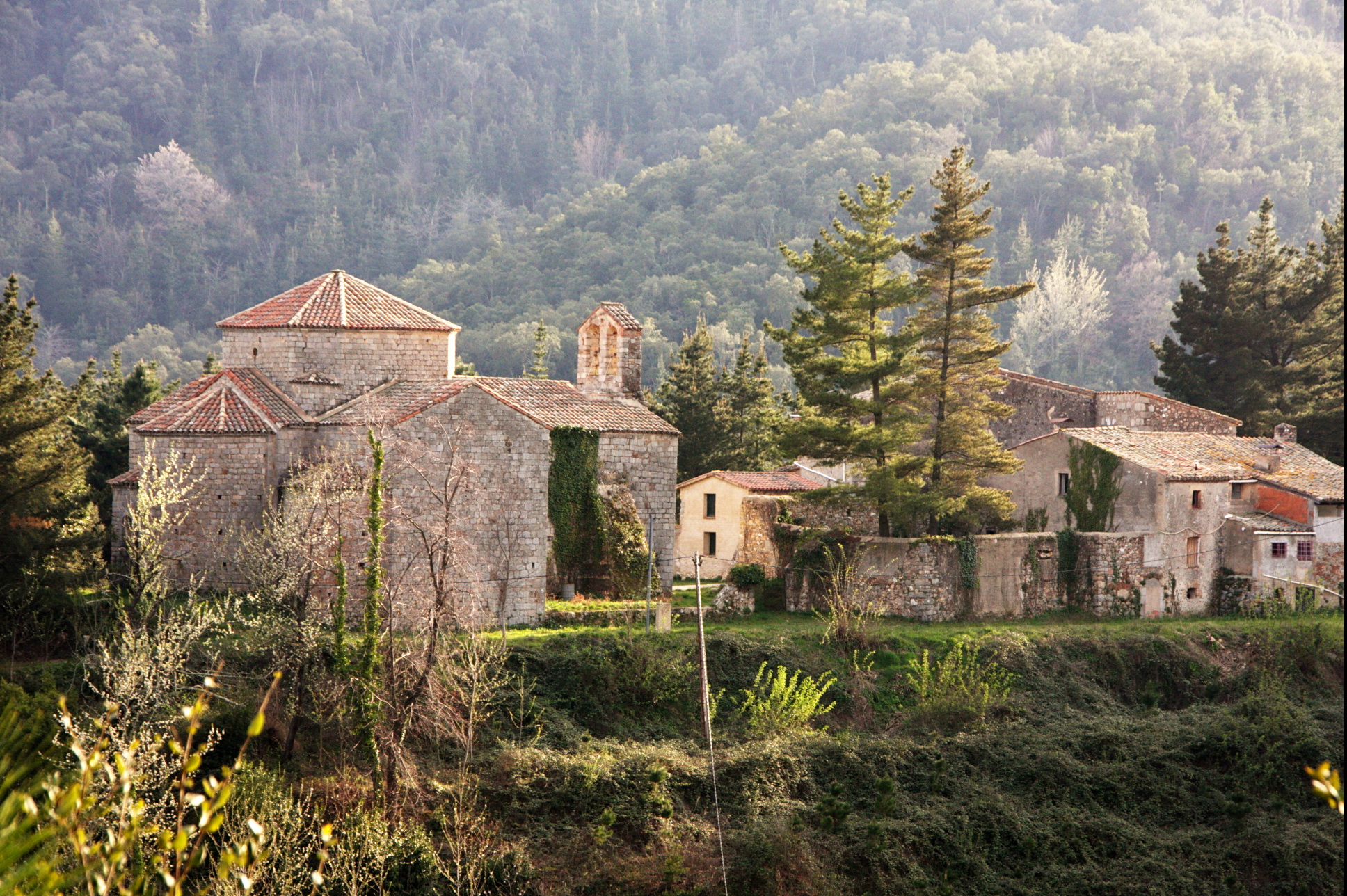
Barri de Sant Pere Cercada, amb l'església en primer terme

Sant Pere Cercada és una entitat de població del municipi de Santa Coloma de Farners, situat a la comarca de la Selva. Els habitatges s'agrupen al voltant de l'església del mateix nom, i són la transformació del que fou un monestir agustinià el 1136.
En el cens de 2006 tenia 9 habitants.

## Monestir de Sant Pere Cercada
L'església data del 1063, però l'oposició del monestir de Sant Salvador de Breda impedí l'establiment de la comunitat agustiniana fins al 1136. La nova església, de factura romànica, fou construïda entre finals del segle xii i principis del XIII i consagrada l'any 1245 pel bisbe de Girona Guillem de Cabanelles. A partir del 1480 la comunitat, ja decadent, va ser gestionada per priors comendataris, fins que el 1592 passà a dependre del convent d'agustinians de la Seu d'Urgell. L'església és un magnífic exemple de romànic tardà, de planta de creu llatina, cimbori octogonal i capçalera triabsidiada. Exteriorment, l'església presenta pocs elements ornamentals, excepte a la façana principal, orientada a ponent, de portalada amb arcs en degradació, columnes amb capitells decorats, llinda i timpà, una finestra superior de mig punt i campanar d'espadanya de dos ulls. L'estat de conservació del temple, recentment restaurat, és excel·lent. De les dependències del cenobi només en resten algunes vestigis a les cases, actualment habitades, que hi ha a ponent de l'església. El claustre i les cel·les han desaparegut.

## Capbreu de 1588

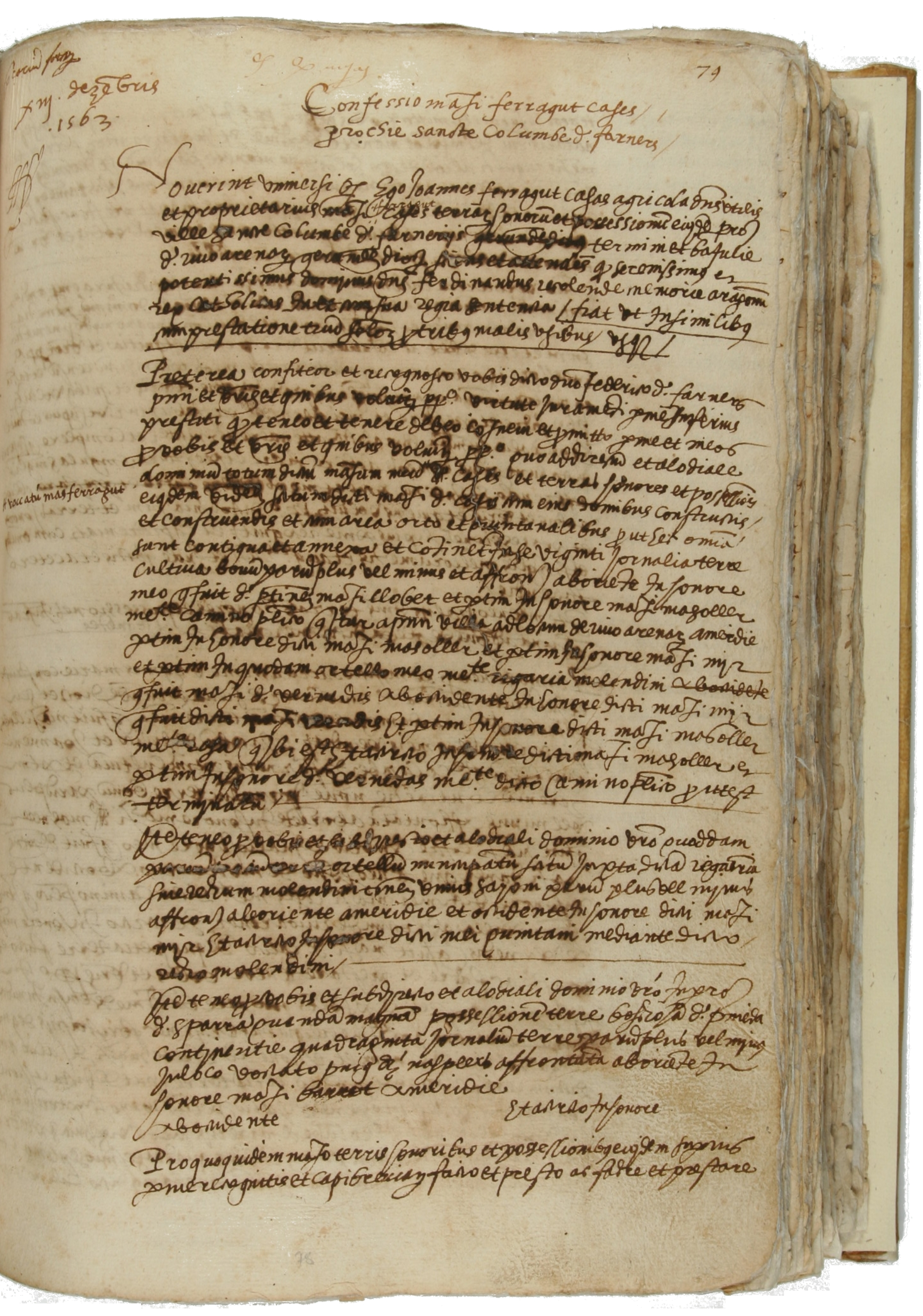
El capbreu del priorat de Sant Pere Cercada (1562-1588) és un volum de paper relligat, de 274 folis. Forma part del fons notarial de Santa Coloma de Farners, del temps del notari Pau Serra (1562-1581).

El capbreu del priorat de Sant Pere Cercada (1562-1588) és un volum de paper relligat, de 274 folis. Forma part del fons notarial de Santa Coloma de Farners, del temps del notari Pau Serra (1562-1581). A causa del seu mal estat de conservació, que n'impedia la consulta, l'any 2004 es determinà restaurar-lo, tasca que va finalitzar pel març de 2005 i fou portada a terme per Dolors Velasco.
Sant Pere Cercada es troba en una zona, poblada des d'antic, a uns onze quilòmetres al sud-oest de Santa Coloma de Farners. Als segles xii i xiii s'hi construí un monestir agustinià i l'any 1198 el papa Innocenci III li atorgà les esglésies de Santa Coloma de Farners, l'Esparra, Sauleda i Vallcanera. L'església romànica, amb planta de creu llatina i amb cimbori octogonal sobre quatre trompes i tres absis que s'obren al creuer, va ser consagrada l'any 1245. Amb el temps, el 1592, el monestir passà a dependre dels agustinians de la Seu d'Urgell fins que, l'any 1835, va ser suprimit. De 1987 a 1997, l'església ha estat objecte de restauració per l'Associació d'Amics del Monuments Colomencs.
Un fragment del retaule de Sant Pere Cercada, del segle xiv, on apareix la resurrecció de Tabita, es conserva al Museu d'Art de Girona. També procedeix d'aquest monestir un teixit del segle xii que representa una àguila, el qual es conserva fragmentàriament al Museu Episcopal de Vic i al Museu Tèxtil de Terrassa.